# Edward Fegen
Edward Stephen Fogarty Fegen (Southsea, 8 ottobre 1891 – Oceano Atlantico, 5 novembre 1940) è stato un militare inglese, veterano della prima guerra mondiale durante la quale comandò diversi cacciatorpediniere, e insignito della Sea Gallantry Medal per una ardita operazione di soccorso all'equipaggio della petroliera statunitense OB Jennings. durante gli anni venti e anni trenta del XX secolo comandò diversi incrociatori pesanti e leggeri, anche della Reserve Fleet. Dopo lo scoppio della seconda guerra mondiale assunse il comando dell'Incrociatore ausiliario Jervis Bay, distinguendosi nel contrasto all'attacco portato dalla corazzata tascabile tedesca Admiral Scheer al Convoglio HX-84 il 5 novembre 1940. Per questa azione fu decorato con la Victoria Cross alla memoria, massima onorificenza militare inglese.

## Biografia
Nacque a Southsea, Hampshire, l’8 ottobre 1891, figlio dell’ammiraglio Frederick Fogarty Fegen, e di Catherine Mary Crewse. All’età di 12 anni entrò nel Osborne Royal Naval College da cui uscì nel 1909, assegnato come Midshipman sulla nave da battaglia Dreadnought. All’atto dello scoppio della prima guerra mondiale prestava servizio sull’esploratore Amphion che andò perso per l’esplosione di una mina il 5 agosto 1914. Sopravvissuto al naufragio, per il resto del conflitto servì sui cacciatorpediniere, e anche presso lo Stato maggiore della Torpedo Boat 26.
Il 24 marzo 1918 la nave britannica SS War Knight stava navigando in convoglio nel canale della Manica, quando entrò in collisione con la petroliera statunitense OB Jennings. La nafta trasportata a bordo di quest'ultima nave prese fuoco, e ben presto l’incendio si estese anche alla acque circostanti le due navi. Il comandante dell'OB Jennings ordinò che tutte le scialuppe di salvataggio disponibili sulla nave fossero messe a mare, ma quelle sul lato di dritta andarono bruciate, e l'equipaggio abbandonò la nave nelle scialuppe di tribordo, mentre il comandante, il capo ingegnere, il primo ufficiale e tre altri marinai rimasero a bordo. Al comando del cacciatorpediniere Garland, che con altri cacciatorpediniere stava venendo in soccorso, avvistò una scialuppa dalla OB Jennings che stava per affondare. Il Garland raggiunse l'OB Jennings, salvò gli uomini sulla scialuppa in affondamento, e poi procedette a fianco della petroliera, che era ancora rovente, salvando coloro che si trovavano ancora a bordo. Il cacciatorpediniere raccolse altri naufraghi sulle scialuppe per un totale di quattro ufficiali e ventidue uomini. Per il coraggio dimostrato in questo frangente, sia lui che il quartiermastro Driscoll furono insigniti della Sea Gallantry Medal.

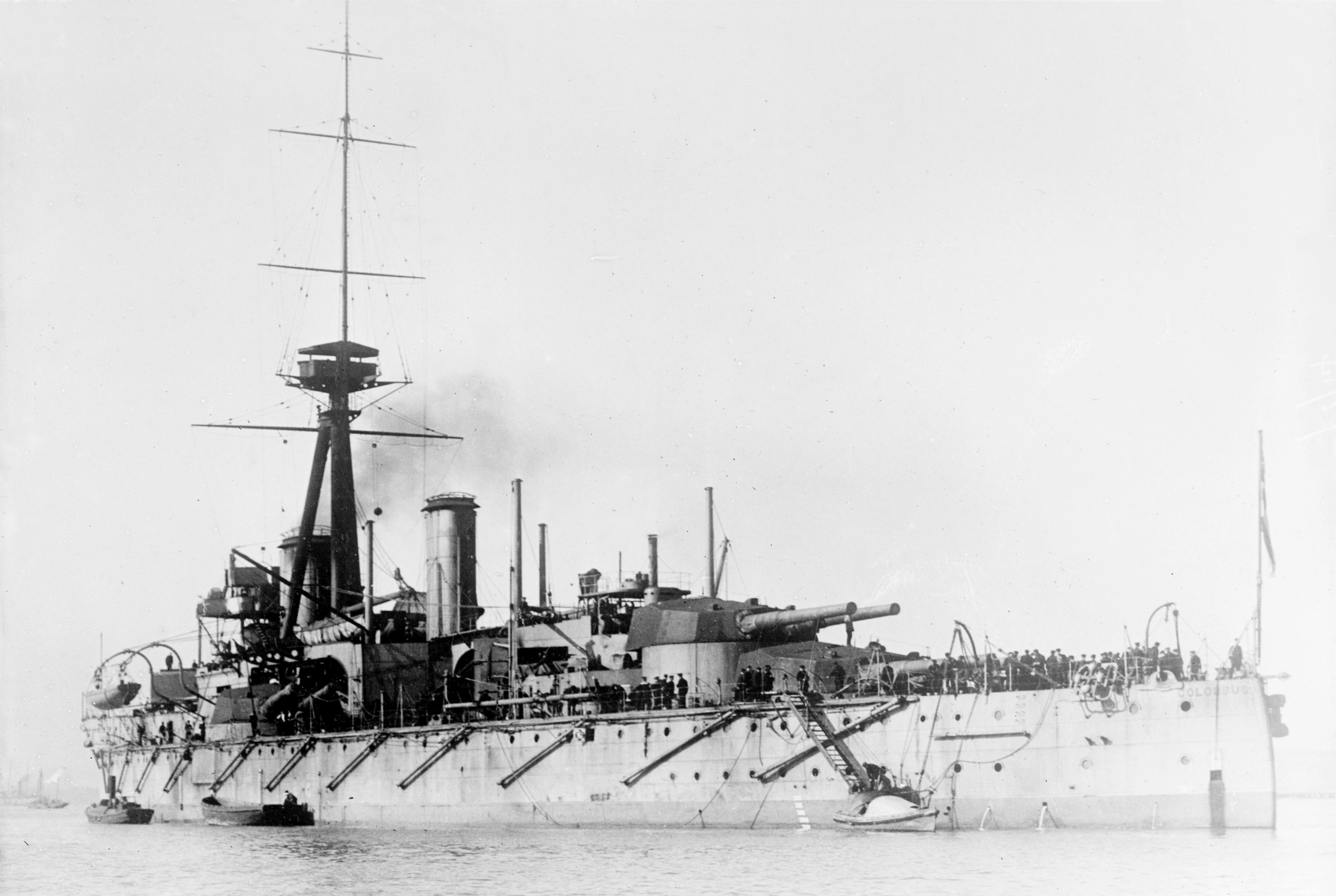
La nave da battaglia Colossus in una foto risalente a un periodo che va dal 1910 al 1920.

Subito dopo la fine del conflitto prestò servizio come Divisional Officer sulla nave scuola Colossus, una ex nave da battaglia adibita a tale ruolo, e poi presso le basi per l'addestramento di Devonport, e di Dartmouth.
Durante gli anni venti del XX secolo comandò i cacciatorpediniere Somme (1922-1924), Volunteer (1924), il dragamine Forres (1926-1927). Promosso commander il 30 giugno 1926 fu trasferito in Australia dove assunse la direzione del Royal Australian Navy College di Jervis Bay. Tra il 1930 e il 1932 fu comandante dell'incrociatore pesante Suffolk assegnato alla China Station, e per aver soccorso l’equipaggio dello steamer Hedwig nello stretto di Patras fu insignito di un'onorificenza da parte del governo dei Paesi Bassi.
Tra il 1932 e il 1934 fu comandante della base navale di Portland e poi degli incrociatori leggeri Dauntless (1935), Dragon (1938) e Curlew (1939) appartenenti alla Reserve Fleet,  passando poi in servizio alla Anti-Submarine Division dell'Ammiragliato a Chatham, assumendo l'incarico di primo ufficiale sull'incrociatore pesante Emerald dopo lo scoppio della seconda guerra mondiale.

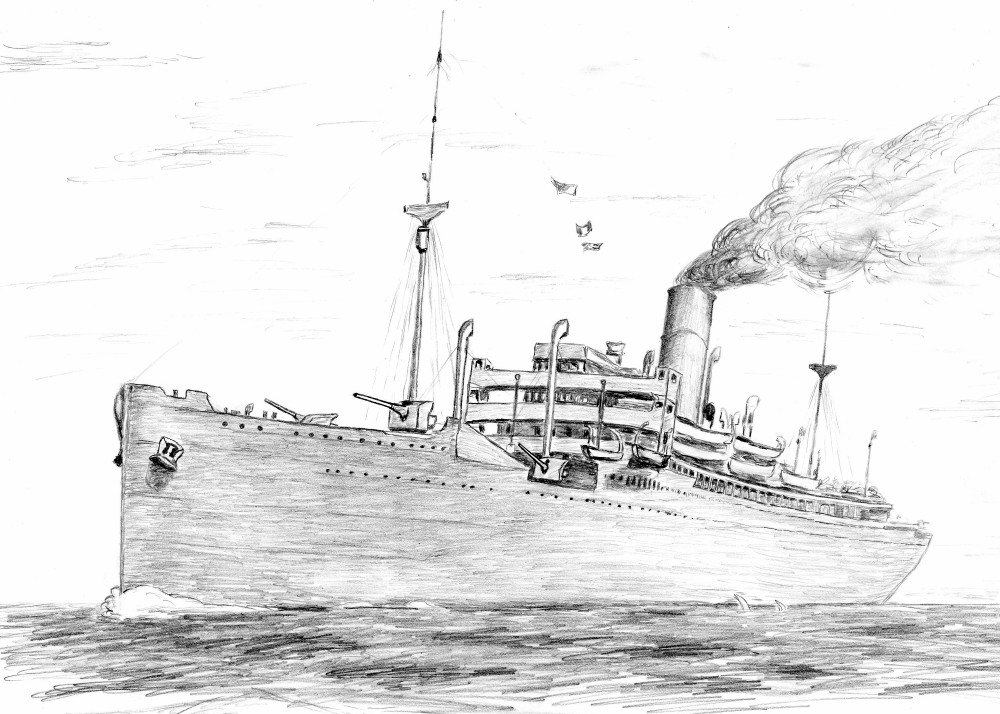
L'incrociatore ausiliario Jervis Bay.

Nel marzo 1940 fu promosso captain, ed assunse il comando dell'incrociatore ausiliario Jervis Bay. Il 5 novembre 1940 mentre navigava nel Nord Atlantico di scorta ai 38 mercantili del Convoglio HX-84, la formazione navale britannica fu intercettata dalla corazzata tascabile Admiral Scheer. Lo Jervis Bay impegnò subito combattimento contro la più potente unità nemica per dare il tempo alle unità mercantili di disperdersi. Dopo 22 minuti di impari lotta la nave inglese affondò. Rimasto gravemente ferito al braccio destro durante il combattimento, fu poi ucciso da uno degli ultimi colpi sparati dall'Admiral Scher, ma 31 navi del convoglio riuscirono a sfuggire alla successiva caccia alle unità mercantili intrapresa dalla nave tedesca. Per il coraggio dimostrato in questa azione fu insignito della Victoria Cross, la più alta decorazione militare britannica. La motivazione della concessione della Victoria Cross fu pubblicata sulla London Gazette il 22 novembre 1940, e l'onorificenza fu consegnata alla sorella da Re Giorgio V in una apposita cerimonia tenutasi a Buckingham Palace il 12 giugno 1941.
Il suo nome fu ricordato dal Primo ministro Winston Churchill nel famoso discorso trasmesso il 13 maggio 1945 denominato "Five years of War",> per aver difeso l'onore dell'Irlanda.

### Annotazioni
1. ↑  Denominata dalla Royal Navy HMS Osprey.
2. ↑  Insieme a quello del capitano di corvetta Eugene Esmonde e del sergente John Kenneally

### Fonti
1. 1 2 3 4 5 6 7  Edwards 2013, p. 17.
2. 1 2 3 4 5 6 7 8 9  John Winton, The Victoria Cross at Sea: The Sailors, Marines and Naval Airmen Awarted Britain’s Highest Honour, Frontline Books, Barnsley, 2016.
3. ↑  Schwankert 2013, p. 77.
4. 1 2  Kemp 2010, p. 251.
5. ↑  Clayton, Craig 2002, p. 309.
6. ↑  Kemp 2010, p. 262.
7. 1 2  Caithness Archives: HMS "Jervis Bay" Armed Merchant Cruiser: Convoy HX 84: 5th November 1940
8. 1 2  Bruce, Cogar 2014, p. 202.
9. ↑  London Gazette numero 34999, pagina 6743, data 22 novembre 1940.
10. ↑   Churchill's Speech, su churchill-society-london.org.uk. URL consultato il 25 febbraio 2017 (archiviato dall'url originale il 21 maggio 2011).